# Exoprosopa nonna
Exoprosopa nonna är en tvåvingeart som beskrevs av Becker och Stein 1913. Exoprosopa nonna ingår i släktet Exoprosopa och familjen svävflugor.
Artens utbredningsområde är Iran. Inga underarter finns listade i Catalogue of Life.